# René Cresté
René Cresté (Parigi, 5 dicembre 1881 – Parigi, 30 novembre 1922) è stato un attore, regista e produttore cinematografico francese del cinema muto.

## Biografia
Nato a Parigi nel 1881, intraprese la carriera di attore sulle tavole del palcoscenico, in ruoli di giovane attore romantico. Messo sotto contratto dalla Gaumont nel 1908, dal 1912 appare in una serie di noir diretti da Léonce Perret, lavorando anche con Louis Feuillade e per la Pathé.
Allo scoppio della prima guerra mondiale, va sotto le armi. Rimane ferito e, smobilitato, ritorna a lavorare come attore. Nel 1916, esce il suo film più famoso, il serial in 12 episodi Judex di Louis Feuillade dove Cresté ricopre il ruolo di un giustiziere ammantato di nero che diventerà il prototipo di tutta una serie di personaggi cinematografici o fumettistici.
Fonda una propria casa di produzione, la Films René-Cresté, per la quale produce alcuni film senza grande successo. Rovinato finanziariamente, realizza il suo ultimo film nel 1922 ma non riuscirà a vederne l'uscita in sala, perché muore di tubercolosi.

## Filmografia
La filmografia ATTORE - basata sulla filmografia IMDB - è completa. 

### Attore
- La Chatte métamorphosée en femme, regia di Michel Carré (1910)
- Le Mariage de Suzie, regia di Léonce Perret (1912)
- La Bonne Hôtesse, regia di Léonce Perret (1912)
- La Lumière et l'amour, regia di Léonce Perret  (1912)
- Par l'amour, regia di Léonce Perret (1913)
- Son or, regia di Louis Feuillade (1915)
- Aimer, pleurer, mourir, regia di Léonce Perret (1915)
- L'Énigme de la Riviera, regia di Léonce Perret (1915)
- Qui?, regia di Léonce Perret (1916)
- Le Retour du passé, regia di Léonce Perret (1916)
- Le Roi de la montagne, regia di Léonce Perret (1916)
- La Fiancée du diable, regia di Léonce Perret (1916)
- Les Mystères de l'ombre, regia di Léonce Perret (1916)
- Dernier Amour, regia di Léonce Perret (1916)
- La Belle aux cheveux d'or, regia di Léonce Perret (1916)
- Judex, regia di Louis Feuillade (1917)
- La Déserteuse, regia di Louis Feuillade (1917)
- Le Passé de Monique, regia di Louis Feuillade (1917)
- Mon oncle, regia di Louis Feuillade (1917)
- Herr Doktor, regia di Louis Feuillade (1917)
- Le Bandeau sur les yeux di Louis Feuillade (1917)
- L'Autre, regia di Louis Feuillade (1917)
- La Nouvelle Mission de Judex, regia di Louis Feuillade (1917)
- La Fugue de Lily, regia di Louis Feuillade (1917)
- Les Petites Marionnettes, regia di Louis Feuillade (1918)
- Vendémiaire, regia di Louis Feuillade (1918)
- Tih Minh, regia di Louis Feuillade (1918)
- L'Homme sans visage, regia di Louis Feuillade (1919)
- L'Engrenage, regia di Louis Feuillade (1919)
- L'Énigme, regia di Louis Feuillade (1919)

### Regista
- Le Château du silence (1919)
- L'Aventure de René (1921)
- Un coup de tête (1922)